# Josh Fisher (cestista)
Joshua Lee Fisher, detto Josh (Washington, 24 ottobre 1980), è un ex cestista e allenatore di pallacanestro statunitense con cittadinanza spagnola.
Alto 189 cm, giocava come playmaker.